# Phanerotomella namkyensis
Phanerotomella namkyensis är en stekelart som beskrevs av Sigwalt 1978. Phanerotomella namkyensis ingår i släktet Phanerotomella och familjen bracksteklar. Inga underarter finns listade i Catalogue of Life.